# Kóta József (fizikus)
Kóta József (Tata, 1944 –) magyar-amerikai fizikus. A fizikai tudomány kandidátusa (1980).
Szülei Kóta József bányamérnök és Mohácsy Margit tanítónő.

## Életpályája
A tatabányai Árpád Gimnázium diákjaként 1961-ben aranyérmet nyert a nyert a 3. Nemzetközi Matematikai Diákolimpián, 1962-ben ezüstérmet nyert a 4. Nemzetközi Matematikai Diákolimpián. Ezt megelőzően a Kürschák József versenyen 1961-ben I. díjat, 1962-ben II. díjat nyert, az Országos Matematikai Tanulmányi Versenyen 1961-ben II. díjat nyert.
Egyetemi tanulmányait az ELTE-n végezte, ahol 1967-ben szerzett diplomát fizikus szakon. Az egyetem elvégzése után az MTA Központi Fizikai Kutató Intézetének, 1989-től az University of Arizona Hold és Bolygókutatási Laboratóriumámak tudományos kutatója. 2019 óta nyugdíjas.

## Kutatási területei
- Kozmikus sugárzás
- Űridőjárás
- Töltött részecskék terjedése és gyorsítása asztrofizikai plazmákban
- Plazma es mágneses mezők szerkezete a helioszférában

## Tudományos publikációi
Publikációinak a száma 115, melyeknek eddig összesen 2519 független hivatkozása van.